# Powszechny Związek Kupców Znaczków Pocztowych
Powszechny Związek Kupców Znaczków Pocztowych, APHV (niem. Allgemeiner Postwertzeichenhändler-verband) – niemiecka organizacja zrzeszająca kupców filatelistycznych także spoza kraju, obowiązują ich ogólnie przyjęte zasady etyczne. W 1969 nazwę zmieniono na Federalny Związek Niemieckiego Handlu Znaczkami (niem. Bundesverband des Deutschen Briefmarkenhandels), jednak pozostawiono znak APHV.